# Xylothamia
Xylothamia é um género botânico pertencente à família Asteraceae.